# Dietrich Brauer
Dietrich Brauer (Ди́трих Бори́сович Бра́уэр) (* 3. ledna 1983 ve Vladivostoku, Sovětský svaz) je ruský luterský emeritní arcibiskup.
Od roku 2005 působí v duchovenské službě. Roku 2010 byl zvolen biskupským vizitátorem a o rok později byl zvolen biskupem Evangelicko-luterské církve evropské části Ruska. Roku 2014 se stal arcibiskupem Evangelicko-luterské církve v Rusku a dalších státech.
V roce 2022 odsoudil ruskou invazi na Ukrajinu a před očekávanými represemi uprchl ze země. Následně rezignoval na úřad arcibiskupa.